# 寂仙
寂仙（じょうせん、上仙菩薩、生年不詳 - 天平宝字2年〈758年〉）は、奈良時代の僧。
天皇家より菩薩号を賜った高僧。伊予国神野郡の出身で一宮神社の宮司実遠の子として生まれた。笹ヶ峰・瓶ヶ森の霊山を開山し、金色院前神寺（現在は石鎚神社中宮成就社）を創立。石鎚蔵王大権現を称えて石鈇山（石鎚山）を開山した。また、萬願寺、石鈇山往生院正法寺 、善成寺、上仙寺等を開基している。

## 石鈇山開山
石鈇山は古くから日本七霊山の一つとして名高く、『日本霊異記』には「石鎚山の名は石槌の神が坐すによる」とある。
崇神天皇35年には、石土の峯に神を勧請したという（長寛勘文による）。685年には役小角が龍王山（瓶ヶ森の中腹）での修行の末、天河寺を開創し、上仙（寂仙）が山頂までの道を開き、光定（伊予国風早郡出身）により瓶ヶ森から石土山が移され、石鈇山として開山された。
石鎚神社の石鎚信仰の由緒によると「石鎚信仰の母体、関西第一の高峰霊峰石鎚山（1982メートル）は、飛鳥時代（685年）に、役の行者（役小角・えんのおづぬ）によって開山されました。その後、上仙菩薩が石鎚蔵王大権現と称えて深く信仰。山路を開き、登拝者を導き、常住社（じょうじゅうしゃ・今の中之宮成就社）を創立するに至りました。」と記述されている。

## 石鈇蔵王大権現
680年頃、役行者が石鈇山を仰ぎ見ることのできる龍王山に籠り、不動ヶ滝に身を清め修行をされ、阿弥陀三尊と三体の石鈇権現を本尊とする天河寺(てんがじ)を開基する。法安寺の住職である石仙により横峰寺が開かれ、その弟子でもあった上仙が石鎚蔵王大権現を称えて石鎚山開山へと導く。黒川道の行者堂址（石鎚神社成就社の手前・標高969メートル付近）には上仙の石像が祀られており、この黒川谷界隈で厳しい修行をなされ、石鎚蔵王大権現を深く信仰、称えた地とされている。

## 一宮神社と上仙菩薩之奥城

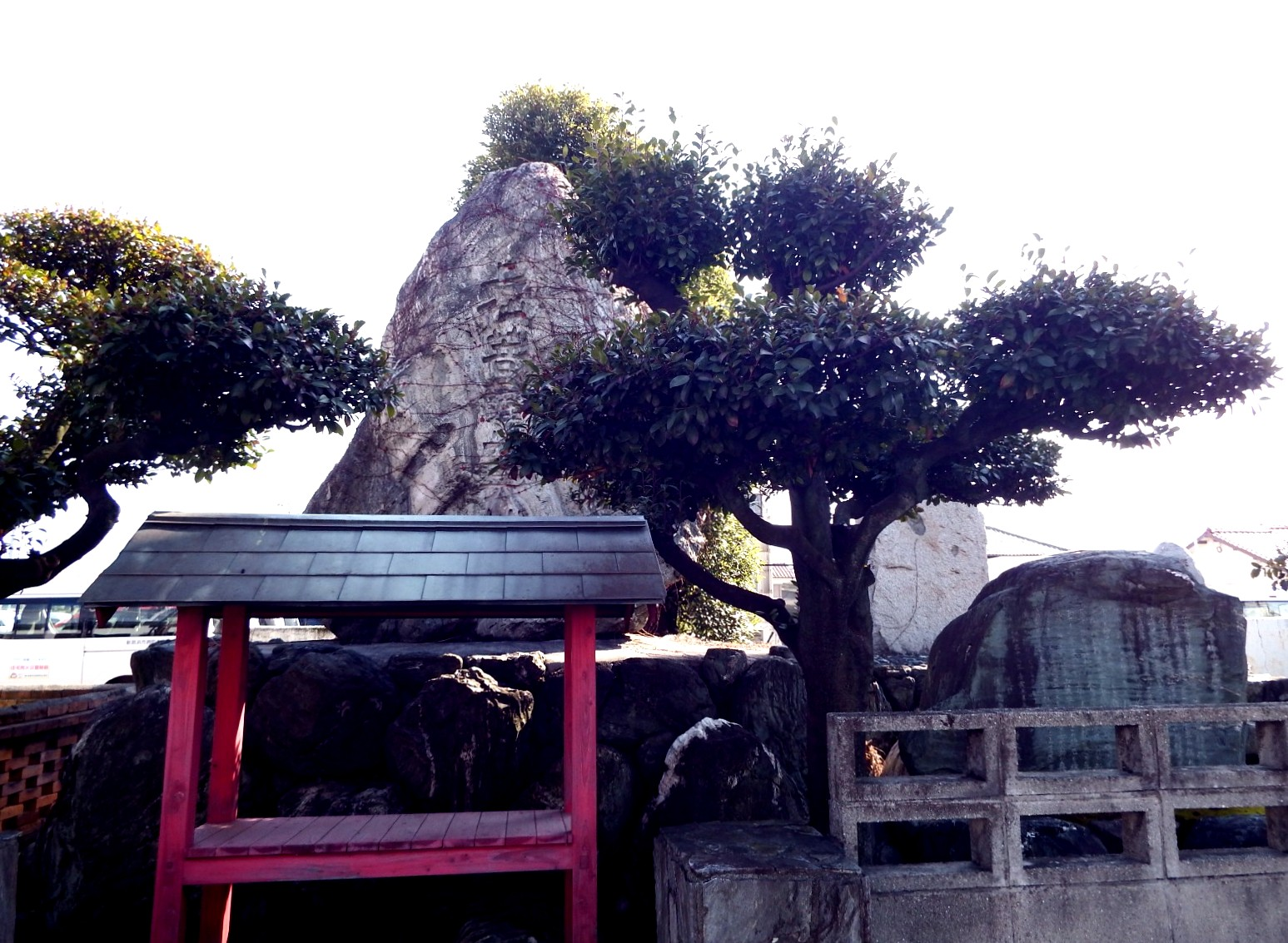
上仙の奥城と顕彰碑

上仙菩薩は一宮神社で宮司実遠の子・千寿丸として生まれた。嵯峨天皇は神野郡とは縁深く、上仙菩薩や自身の育ての母親である神野宿禰への敬意を表して一宮神社を勅願所としている。現在、新居浜郵便局の前に、上仙菩薩の奥城 と顕彰碑がある。ここは戦国時代の天正の陣の際、兵火により廃寺となった上仙が開いた萬願寺の表門付近であり、一宮神社 (新居浜市)の宮司一族の墓所である。左の石には「上仙菩薩之奥城」と刻まれ、右の石碑には由緒が書かれていて、その内容によると「幼名を千寿丸と呼び、一宮神社宮司矢野実遠の次男として生まれた。仏に帰依して仏門に入り寂仙法師と呼ばれ、石鎚、笹ヶ峰、瓶ヶ森の霊山を開き、また、萬願寺、正法寺、上仙寺を開き地方文化産業の興隆に尽力した高僧である（略）この碑は昭和三十七年に笹ヶ峰山麓の早川より採石され遠孫にあたる矢野氏により建てられたもの」と記されている。

## 天皇家との繋がり
弘仁時代には天皇家より菩薩号を賜る。嵯峨天皇は上仙が生まれた一宮神社、上仙を開基とした賀美能宿禰建立の正法寺と萬願寺をそれぞれ自身の勅願所・勅願寺として恩愛されたとある。
文徳実録、日本霊異記では石鎚、笹ヶ嶺、瓶ヶ森等の霊山を開創した『伊豫の高僧』として賞された。殊に嵯峨天皇と深いゆかりを持った人物であることも詳記されており、これには神野親王誕生の際、「上仙さんが生まれ変わったのだ」と天皇の諱の由来の地となった神野郡の人々から喜ばれたことが上仙再来の逸話として受継がれた。
石鈇山往生院正法寺の由緒には「小松の法安寺には灼然という高僧がいてその弟子であったのが上仙。皇室を退官して帰郷した賀美能宿禰が上仙を開基とし建立。」との記しがある。

## 追記（記録）
いくつかの通名があったが昭和37年に一宮神社の遠孫によって「上仙菩薩」と奥城に刻まれ、現在では上仙菩薩で統一されている。
一宮神社は1585年の天正の陣で毛利軍と小早川軍の兵火によりに全焼となるが、その後、毛利家には不幸事が相次ぎ、「嵯峨天皇や上仙の祟りがおりている」と恐怖に見舞われ、毛利家は30年余後の元和6年（1620年）に同社を再建させた。